# Chiesa di San Francesco (Modena)
La chiesa di San Francesco è un edificio di culto situato nel centro storico di Modena.
La chiesa, in stile gotico emiliano, fu costruita a partire dal 1244.
In fondo alla navata di sinistra vi è un gruppo scultoreo in terracotta di Antonio Begarelli.

## Storia
Già nel 1221 si ha notizia di una piccola chiesa e convento di frati minori realizzati fuori dalle mura, in direzione di Baggiovara, in una zona malsana e paludosa chiamata Lentesone. Per motivi di salubrità, il complesso venne spostato nel 1244 nel "campo dell'erba" all'interno delle mura cittadine, situato dove si trova oggi la chiesa, che venne intitolata a San Francesco d'Assisi poco dopo la sua morte. 
L'edificazione della chiesa e del convento durò parecchi decenni, come testimoniato in un documento del 1296 in cui si attesta che la chiesa non era ancora completata, mentre ancora nel 1318 il dormitorio dei frati era ancora in costruzione; successivamente l'edificio venne modificato e nel 1445 venne parzialmente ricostruita.
Il 5 giugno 1501 si verificò un violentissimo terremoto con epicentro a Castelvetro di Modena che danneggiò gravemente la chiesa e il campanile, ristrutturati poi a partire dal 1535. Il campanile venne totalmente ricostruito nello stile attuale con una guglia (che però, essendo pericolante, venne demolita all'inizio del XIX secolo) e vennero rimosse le cappelle laterali. Il coro situato nel presbiterio fu spostato nell'abside; le decorazioni delle colonne vennero coperte e l’organo fu spostato dalla parete settentrionale a quella meridionale e rifatto quasi totalmente dal ferrarese Giovanni Cipri.
Nel XVIII secolo vennero fatti altri lavori al complesso monastico, ma nel 1774 il duca di Modena decise di ridurre il numero delle parrocchie, cosicché i monaci dovettero lasciare il monastero, mentre la chiesa fu assegnata in gestione alla parrocchia di San Giorgio, la quale venne poi abolita nel 1798 da Napoleone Bonaparte. La chiesa fu quindi sconsacrata e destinata ad alloggiare i soldati francesi, che purtroppo bruciarono gli arredi sacri in legno.
Nel 1807 il monumento funebre in terracotta della famiglia Belleardi, (opera di Antonio Begarelli del XVI secolo) venne preso a martellate e ridotto a pezzi (in seguito vennero recuperati 440 frammenti) e la chiesa fu trasformata in scuderia per i cavalli, magazzino, caserma e serraglio per le bestie.
Infine, nel 1826 il duca Francesco IV di Modena commissionò all'architetto Gusmano Soli il recupero dell'edificio, che venne rinnovato in stile duecentesco con il rifacimento delle mense degli altari, decorati in scagliola, dei banchi e dei confessionali. L’organo, realizzato dai fratelli Giuseppe e Paolo Benedetti di Desenzano del Garda, fu posizionato nell'attuale grande cantoria di legno nella controfacciata. Dopo tre anni di lavori, la chiesa venne riaperta al culto nell’autunno del 1829.
La chiesa necessitò di restauri nel 1886-1888, che vennero realizzati da Carlo Barbieri, il quale riprogettò lo stile neogotico attuale; la chiesa venne poi riconsacrata e riaperta al culto nel 1901.

## Architettura

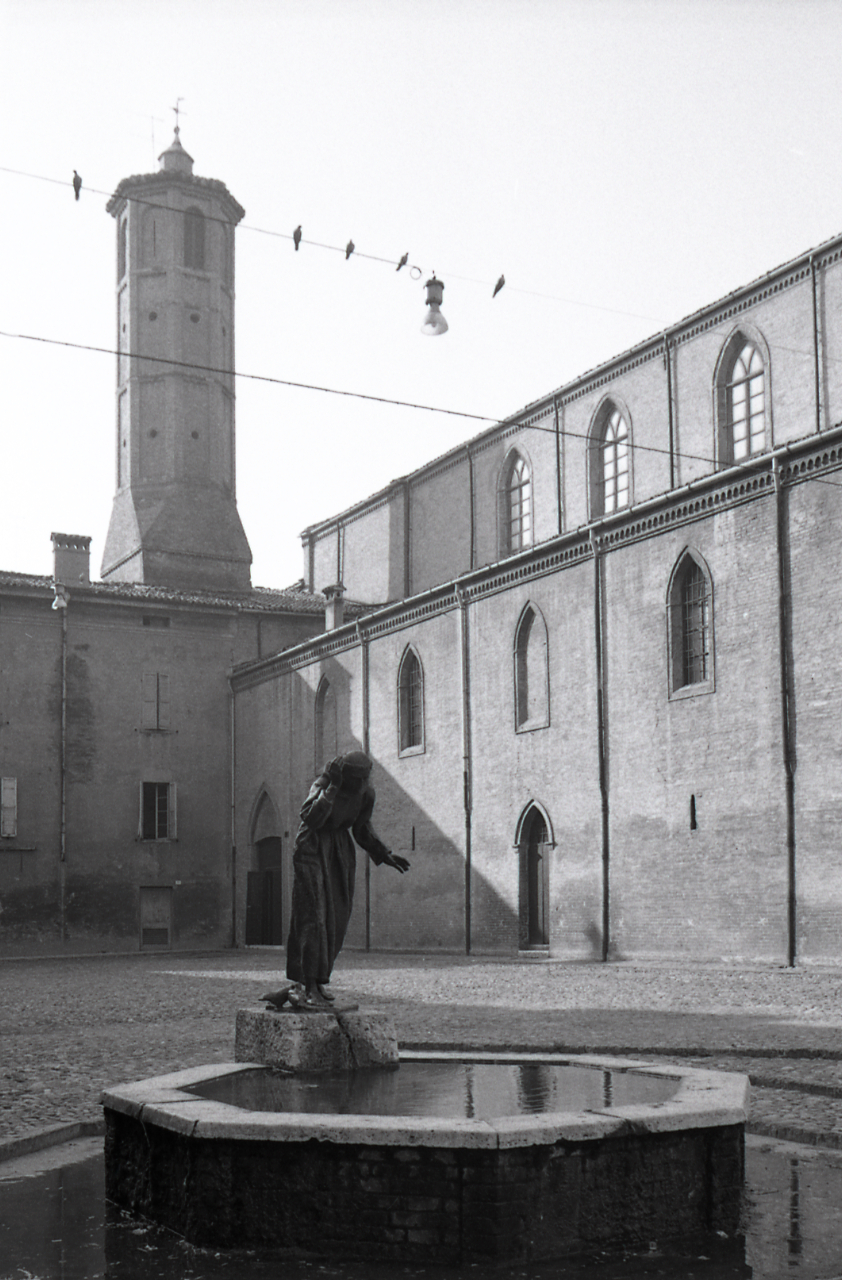
La fontana con la statua di San Francesco di Giuseppe Graziosi (1938) in una foto di Paolo Monti del 1973

La facciata esterna è sobria e in stile gotico, così come il fianco settentrionale.
L'interno, piuttosto rimaneggiato, è a tre navate e in quella di sinistra è ospitato uno dei capolavori di Antonio Begarelli, la Deposizione del Cristo dalla Croce: un gruppo di tredici statue con figure ritratte in un momento intensamente drammatico. 
All'esterno della chiesa è collocata una fontana con statua di San Francesco, opera di Giuseppe Graziosi del 1938.